# Hypobythius moseleyi
Hypobythius moseleyi — gatunek żachwy należącej do monotypowej rodziny Hypobythiidae z rzędu Enterogona.
Taksonomia
Rodzaj Hypobythius został opisany w roku 1876 przez Henry'ego Moseleya na podstawie okazów zebranych w trakcie podróży na okręcie HMS Challenger. Moseley wyróżnił w nim dwa gatunki, Hypobythius calycodes oraz Hypobythius moseleyi; obecnie nie wyróżnia się H. calycodes.
Morfologia
Ciało o kształcie bocznie spłaszczonej gruszki, przytwierdzone do podłoża spodnią częścią. Długość wynosi 9 cm, szerokość ok. 4 cm. Ciało barwy żółtawoszarej, miejscami brązowawe; powierzchnia gładka. Naczynia krwionośne w gardzieli tworzą nieregularną sieć. 
Zasięg występowania
Jeden okaz Hypobythius moseleyi został odnaleziony w okolicach wybrzeży Buenos Aires. Obecnie niewyróżniany Hypobythius calycodes został wyłowiony na północnym Oceanie Spokojnym.